# SV Marienwerder
Der SV Marienwerder war ein deutscher Sportverein aus der westpreußischen Stadt Marienwerder (heute Kwidzyn). Die Fußballabteilung nahm einmal an der baltischen Fußballendrunde teil.

## Geschichte
Nach Gründung des Vereins 1905 spielte der SV Marienwerder im Ligensystem des Baltischen Rasen- und Wintersport-Verbandes. 1908/09 unterlag der Verein dem Elbinger SV in der Bezirksliga III Elbing-Marienwerder. Nachdem das Ligensystem zur Spielzeit 1910/11 stark erweitert wurde, gelang dem SV Marienwerder durch den Sieg in der Bezirksliga VI Graudenz/Bromberg die Qualifikation zur baltischen Fußballendrunde. Nach einem 7:0-Heimsieg gegen den SV Viktoria Elbing in der Qualifikationsrunde und einem Freilos im Viertelfinale erreichte Marienwerder das Halbfinale. Das am 26. März 1911 ausgetragene Spiel verlor Marienwerder jedoch relativ deutlich gegen den SV Ostmark Danzig mit 0:7. Es sollte die einzige Teilnahme an der baltischen Fußballendrunde für diesen Verein werden, in den folgenden Jahren waren der SC Graudenz und der Seminar SV Thorn im Bezirk VI stärker. Zur Spielzeit 1913/14 gab es erneut eine Umstrukturierung des Ligabetriebs, fortan spielte Marienwerder im Bezirk III Graudenz innerhalb des Kreises II Danzig/Westpreußen. 1913/14 konnte die Bezirksklasse Graudenz gewonnen werden, in der anschließenden westpreußischen Fußballendrunde unterlag Marienwerder dem BuEV Danzig mit 1:3 und verpasste die Qualifikation zur baltischen Endrunde.
Nach dem Ersten Weltkrieg folgte die Umsortierung der Marienwerder Vereine zusammen mit den Elbinger und Marienburger Vereinen in den Bezirk VI Ostpreußen West des Kreises I Ostpreußen. 1921/22 qualifizierte sich der SV Marienwerder durch den Sieg in der Herbstrunde der Staffel Marienwerder innerhalb der Bezirksliga VI Ostpreußen-West für die ostpreußischen Fußballendrunde, schied dort jedoch bereits in der Vorrunde nach einer 2:3-Niederlage gegen den Seminar SV Braunsberg aus. 1924 gliederte sich die erste Mannschaft des SV Marienwerder aus und nannte sich MSV Marienwerder, 1925 erfolgte die Umbenennung in SV Preußen Marienwerder. Die restlichen Mannschaften verblieben beim SV Marienwerder. Beide Mannschaften verpassten die zur Spielzeit 1926/27 neu eingeführte oberste Ostpreußenliga und verblieben in der Bezirksliga VI Ostpreußen West, die fortan zweitklassig war. Am 13. Februar 1927 zog sich der SV Preußen Marienwerder aus dieser Liga zurück, der SV Marienwerder verblieb in dieser. Mit Einführung der Staffelligen als zweite Spielebene zur Spielzeit 1928/29 musste der SV Marienwerder in die Drittklassigkeit absteigen. Am 1. April 1929 gab es eine erneute Umstrukturierung des Ligensystems, der Kreis VI Ostpreußen West wechselte in den Bezirk II Grenzmark und spielte dort fortan als Kreisliga III Westpreußen. Positiver Nebeneffekt der Umstrukturierung war, dass der SV Marienwerder somit wieder in einer der vielen erstklassigen Ligen spielte und somit zwei Ligaebenen auf Schlag gestiegen ist. 1930/31 musste der Verein durch den letzten Platz in der Kreisliga Westpreußen absteigen.
Ein weiterer Spielbetrieb ist aktuell nicht überliefert, ein Aufstieg in die ab 1933 eingeführte Gauliga Ostpreußen gelang dem Verein nicht. Nach dem Zweiten Weltkrieg wurde das einstmals deutsche Marienburg unter polnische Verwaltung gestellt. Spätestens 1945 erlosch der Verein.

## Erfolge
- Teilnahme an der baltischen Fußballendrunde: 1910/11
- Sieger Bezirk Graudenz: 1910/11, 1913/14
- Sieger Bezirk Ostpreußen West: 1921/22 (Staffel Marienwerder; Herbstrunde)